# Favrskov (općina)
Favrskov je općina u danskoj regiji Središnji Jutland.

## Zemljopis
Općina se nalazi u središnjem dijelu poluotoka Jutlanda, prositire se na 	539,36 km2.

## Stanovništvo
Prema podacima o broju stanovnika iz 2010. godine općina je imala 46.529 stanovnika, dok je prosječna gustoća naseljenosti 86,27 stan/km2. Središte općine je grad Hinnerup.

### Veća naselja
| Veća naselja u općini |           |                    |
| Br                    | Naselje   | Stanovnika (2010.) |
| 1.                    | Hadsten   | 7.798              |
| 2.                    | Hinnerup  | 7.179              |
| 3.                    | Hammel    | 6.787              |
| 4.                    | Søften    | 2.593              |
| 5.                    | Ulstrup   | 2.007              |
| 6.                    | Thorsø    | 1.755              |
| 7.                    | Laurbjerg | 1.018              |
| 8.                    | Folby     | 950                |
| 9.                    | Voldum    | 851                |
| 10.                   | Selling   | 691                |

## Vanjske poveznice
- Službena stranica općine